# عبدالصمد معذل
عبدالصمد بن مُعَذِّل با کنیهٔ ابوالقاسم (؟ - ۸۵۳م) شاعر عراقی در دورهٔ اول عباسی بود. او را شاعری فصیح، ظریف، شتاب‌گو در شعر، رجز و قصیده‌سرا، مشهور به مقطعات ذکر کرده‌اند که از برجستگان شعر نوگرایی در دورهٔ اول عباسی بوده‌است اما در پسِ شهرت ابوتمام، پنهان ماند. در طبیعت‌گرایی نیز پیشرو بوده‌است.

## زندگی
نسب کاملش «عبدالصمد بن ابی‌عمرو معذِّل بن غیلان بن حَکَم بُختری» از بنی‌اسدهای ربیعه ذکر شده و مادرش زرقاء نام داشت. زادگاهش بصره بود و همان‌جا بوستانی پاک و آباد داشته اشت. او را «خبیث‌زبان و خبیث‌دل» ذکر کرده‌اند که دارای تکبر شدیدی در دشمنی بوده‌است. برادری به نام احمد داشت که ادیب و شاعر بود و نزد مردم آبرومند بوده‌است که از بزرگان معتزله در روزگار خود شمرده می‌شده‌است. اما میان دو برادر، روابط خشکی جاری بود. درگذشت عبدالصمد در حدود ۸۵۳م / ۲۴۰ق روی داد.